# Jerłan Serykżanow
Jerłan Kajratkanuły Serykżanow (kaz. Ерлан Қайратқанұлы Серікжанов; ur. 12 lutego 1995) – kazachski judoka. Olimpijczyk z Tokio 2020, gdzie zajął dziewiąte miejsce wadze półlekkiej.
Srebrny medalista mistrzostw świata w 2018; uczestnik zawodów w 2019. Mistrz Azji w 2019 roku.

## Letnie Igrzyska Olimpijskie 2020
| Konkurencja | Eliminacje            | Eliminacje              | Klas. końcowa |
| Konkurencja | Przeciwnik I          | Przeciwnik II           | Miejsce       |
| ----------- | --------------------- | ----------------------- | ------------- |
| 66 kg       | Orxan Səfərov (AZE) Z | Manuel Lombardo (ITA) P | 9.            |